# Haaltert
Haaltert est une commune néerlandophone de Belgique dans le Denderstreek sur le Molenbeek-Ter Erpenbeek située en Région flamande, dans la province de Flandre-Orientale.

## Sections de la commune
| # | Section      | Superf. (km²) | Habitants (2020) | Habitants par km² | Code INS |
| - | ------------ | ------------- | ---------------- | ----------------- | -------- |
| 1 | Haaltert     | 10,27         | 8.119            | 791               | 41024A   |
| 2 | Denderhautem | 12,29         | 5.878            | 478               | 41024B   |
| 3 | Kerksken     | 3,17          | 2.736            | 864               | 41024C   |
| 4 | Heldergem    | 4,70          | 1.843            | 393               | 41024D   |

## Héraldique
|  | La commune possède des armoiries qui lui ont été octroyées le 24 février 1818 et à nouveau les 12 août 1843 et 19 novembre 1977. Elles seraient dérivées des armoiries de la famille Rotselaar et de son territoire. Haaltert et Kerksem formaient à l'époque médiévale une cour sur le territoire de Rotselaar. Le sceau de cette cour datant de 1307 montre un écu coupé en quartiers avec les armoiries de Rotselaar et de Van Boelare. La famille Van Boelare dirigeait la région avant la famille Rotselaar. Bien que les villages aient déjà été vendus au XIVe siècle et que les sceaux ne montrent plus les armoiries de Rotselaar, le conseil municipal demanda encore celles de Rotselaar en 1813. Le Collège hollandais des armoiries a toutefois accordé les trois lions en argent de la bannière Rotselaar au lieu des trois tours des armoiries Rotselaar. Elles n'ont jamais changé depuis. Blasonnement : D'argent aux trois lions de gueules armés et lampassés d'azur, posés deux et un. Source du blasonnement : Heraldy of the World. |

## Évolution démographique

### Évolution démographique: Avant la fusion des communes
- Sources : INS, Rem. : 1831 jusqu'en 1970 = recensements, 1976 = nombre d'habitants au 31 décembre[3].

### Évolution démographique: Commune fusionnée
Graphe de l'évolution de la population de la commune. Les données ci-après intègrent les anciennes communes dans les données avant la fusion en 1977.
- Source : DGS - Remarque: 1831 jusqu'à 1981=recensement; depuis 1990=nombre d'habitants chaque 1er janvier[4]

## Économie
Pendant des siècles, Haaltert est un village agricole qui vit principalement de la culture du houblon, du lin et du colza. Le village compte quelques fermes importantes: Hof te Culsbroek, Hof ter Wilgen, Hof te Rode, Hof Stoys (Hof ten Haze), environ 10 brasseries et 4 moulins. Au début des années 1900, des écoles de dentelle sont fondées à Haaltert comme celles de Jenny Minne-Dansaert et sa maison de dentelle et, en 1930, des centaines de travailleurs à domicile y travaillent encore pour 30 créateurs de dentelles. L'industrialisation fait disparaître ce travail à domicile.

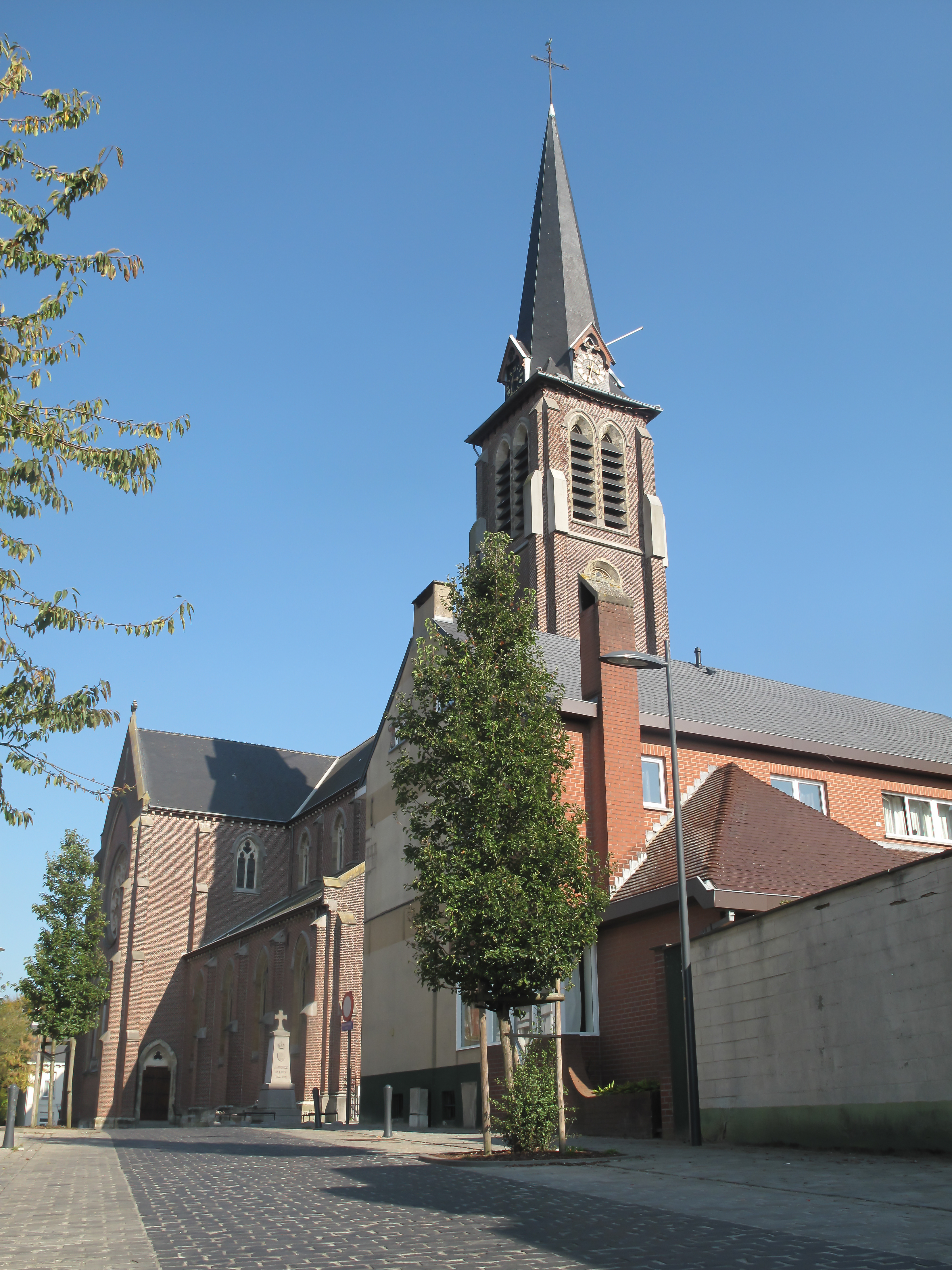
Haaltert, église: Sint Gorikskerk.

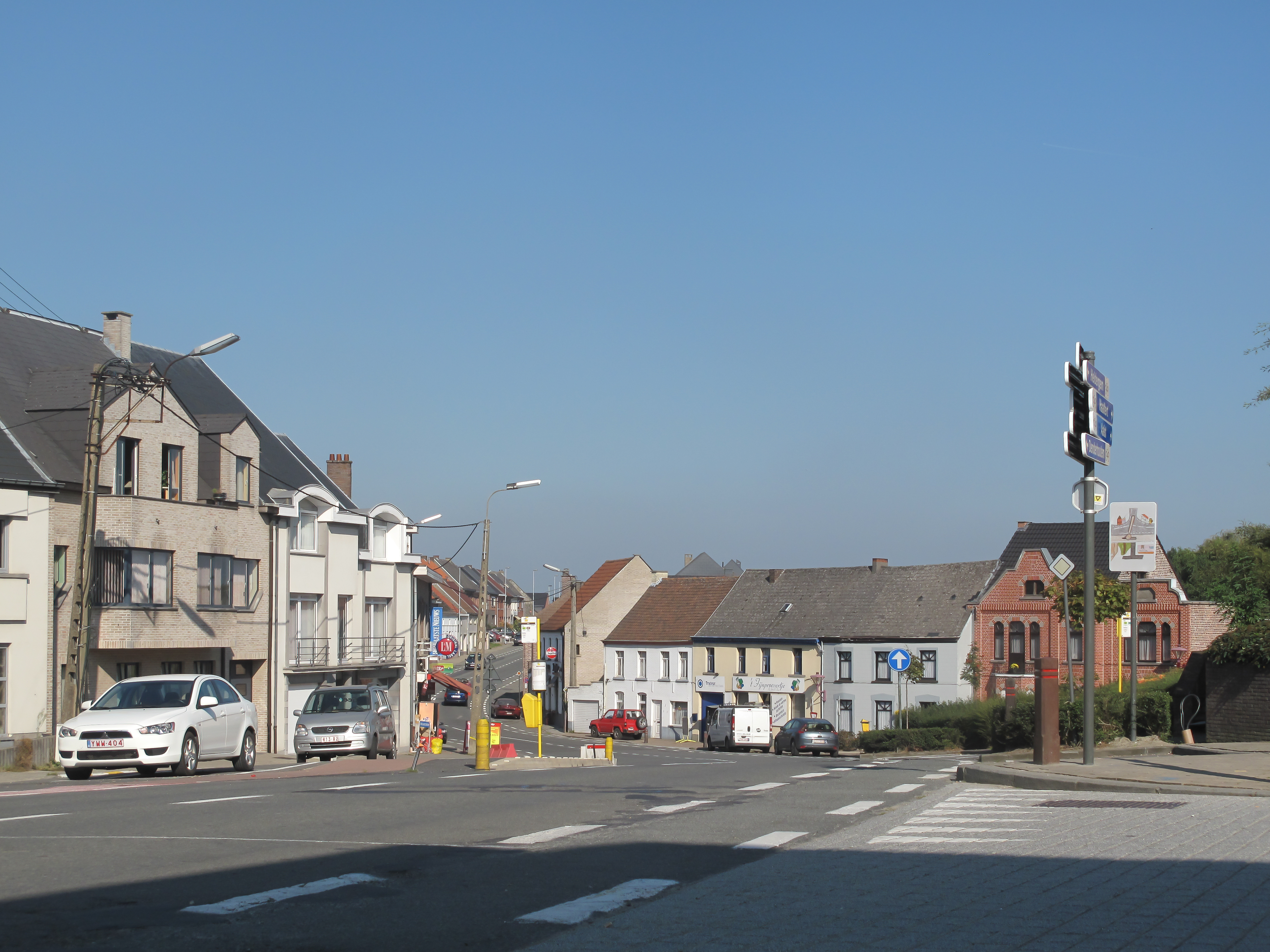
Kerksken, vue sur la rue.